# Volkegem
Volkegem is een dorp in de Belgische provincie Oost-Vlaanderen en een deelgemeente van de stad Oudenaarde, het was een zelfstandige gemeente tot aan de gemeentelijke herindeling van 1965.
Volkegem is gelegen op een heuvel in de Vlaamse Ardennen. Het is een ruraal gebied, dat nog grotendeels van landbouw afhangt.

## Geschiedenis
Vermoedelijk waren hier reeds nederzettingen in de 7e eeuw. De naam is een samentrekking van "Fulko's heim", een typisch oud-Frankische naam.
In de 17e eeuw was de heerlijkheid Volkegem eigendom van de familie De La Kethulle, naar wie het dorpsplein is vernoemd.
In 1965 fusioneerde Volkegem met Oudenaarde.

## Bezienswaardigheden
- Aan het dorpsplein bevindt zich het oude romaanse Sint-Martinuskerkje, waarvan de geschiedenis misschien reeds tot Merovingische tijden teruggaat, en waaraan gotische zijbeuken zijn toegevoegd. In de kerk hangt een barok schilderij van Simon II de Pape.  De kerk bevat een uniek orgel van Jacobus Hubeau & zoon Francis uit Nukerke van rond 1821-1822.  Het werd in 1982-1984 gerestaureerd naar zijn oorspronkelijke staat.
- Op het dorpsplein staat tevens een herdenkingsmonument voor de gesneuvelden uit de Eerste Wereldoorlog.
- Het Torreken te Walle, feitelijk behorend tot Ename.

## Natuur en landschap
Volkegem ligt in de Vlaamse Ardennen op een hoogte van 68 meter. De hoogte varieert echter van 31 tot meer dan 80 meter. Volkegem heeft twee steile hellingen die onder wielertoeristen populair zijn: de Volkegemberg en de Wolvenberg. Deze laatste heeft een klimming van 19%, en leidt verder naar Mater.
Nabij Volkegem bevindt zich het natuurreservaat Volkegembos dat wordt beheerd door Natuurpunt. Er komt de zeldzame kamsalamander voor.

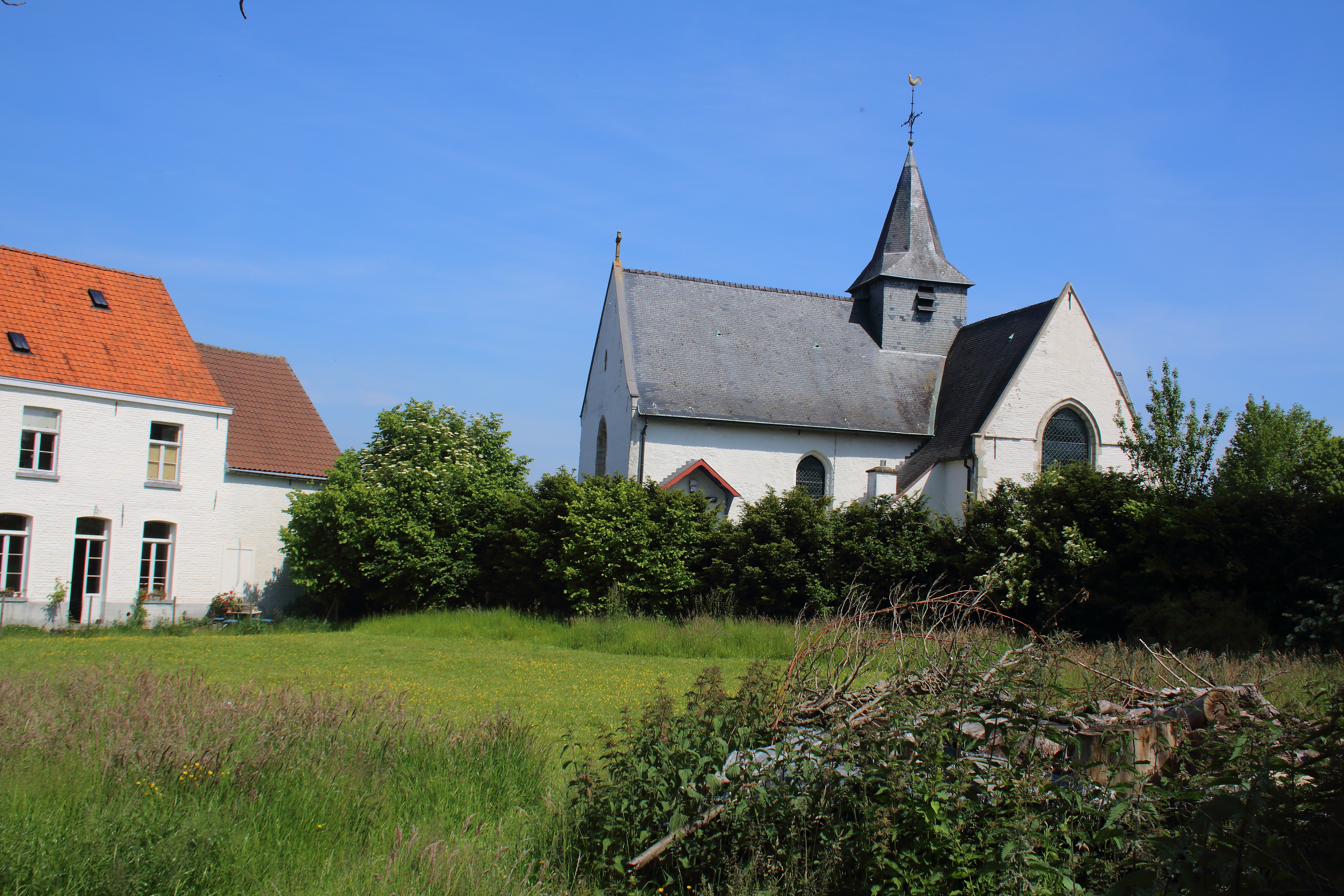
Het Sint-Martinuskerkje
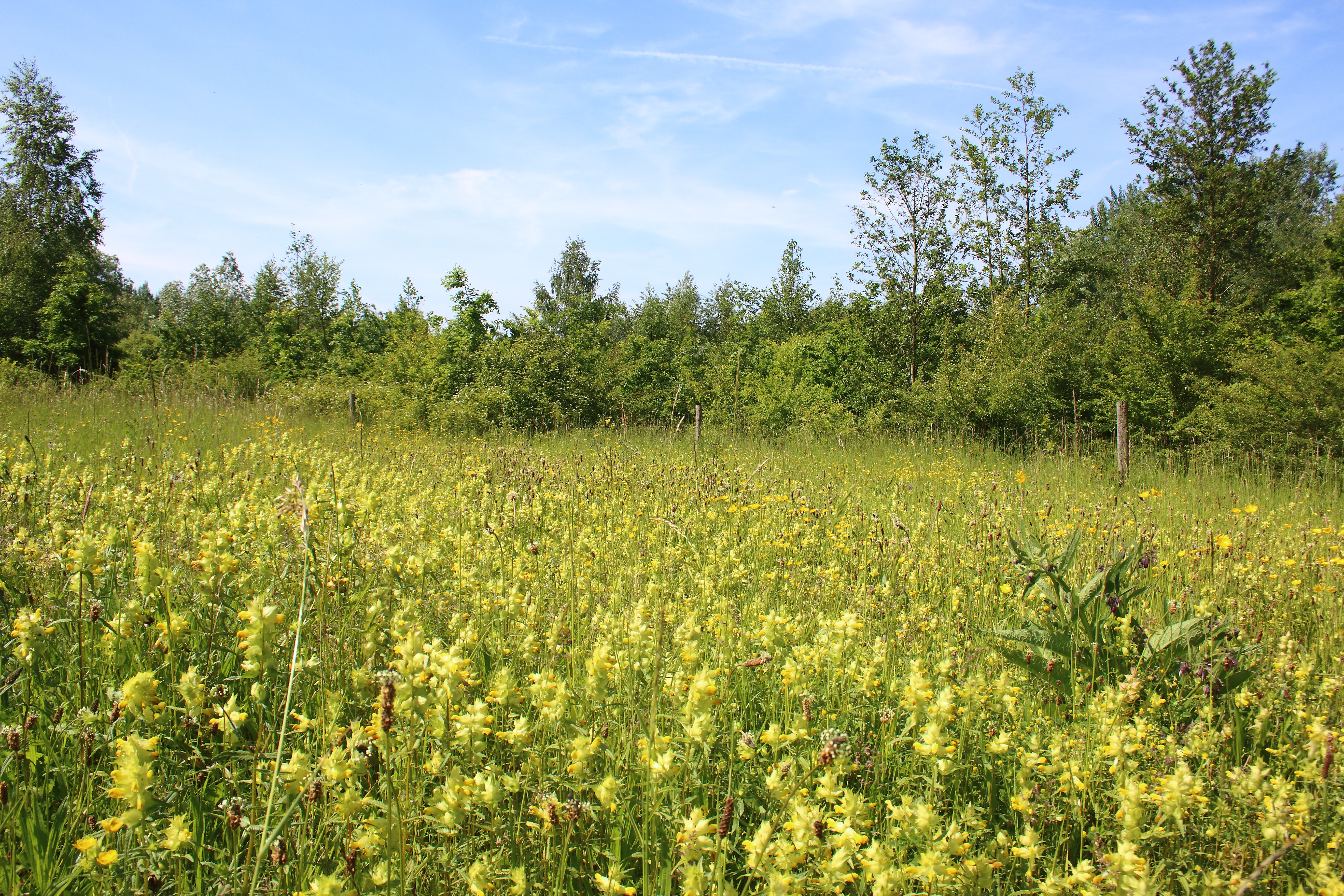
Het natuurreservaat Volkegembos

## Demografische ontwikkeling
- Bronnen:NIS, Opm:1831 tot en met 1961=volkstellingen

## Politiek
Volkegem had tot de fusie in 1965 een eigen gemeentebestuur. Burgemeesters waren onder andere:
- Charles Ludovicus Van Coppenolle (1800-1885), vader van Vitalis
- Vitalis Van Coppenolle (1852-1909), burgemeester van 1885 tot 1909.

## Verkeer
Het dorp grenst aan de N8, de verbinding tussen Oudenaarde-Centrum (via Edelare) en Brakel.

## Onderwijs
De enige lagere school in Volkegem is de basisschool KBO Volkegem (Montessori school). Ook Bernardustechnicum Campus Tivoli is gelegen in Volkegem.

## Nabijgelegen kernen
Ename, Mater, Maarke, Edelare